# Лыбедь (приток Трубежа)
Лы́бедь (др.-русс. Лыбѣдь) — река в России, протекает в городе Рязани, правый приток Трубежа.  Одна из трёх летописных рек, на которых в 1095 году был основан древний Переяславль-Рязанский.
Лыбедь берёт начало в многочисленных Никуличенских родниках, формирующих её притоки. Затем река протекает через территорию старого города к Кремлёвскому холму, обогнув который, вода достигает русла Трубежа. Протяжённость русла: около 8,5 км., бассейн реки находится на территории Советского и Железнодорожного районов города. Лыбедь имеет 17 истоков и рукавов, в её течении образовано 26 запруд, на трёх участках река течёт в подземных коллекторах. Крупнейший из них - пешеходный Лыбедсий бульвар, благоустроенный в середине XX века.
В средние века на берегах  реки стояли оборонительные стены Кремля и Городского Острога. В XVII веке при имперской реконструкции Рязани русло разделило город на 2 части: Астраханскую и Московскую. Сегодня эти территории водят в состав Советского района города, на улицах которого сохранилось множество исторических достопримечательностей.

## Этимология
Название реки, предположительно, было принесено в окские земли славянскими племенами полян, колонизировавшими поочье в X—XI веках. Это была уже вторая волна славянской колонизации, вслед за вятичами, пришедшими на Оку на несколько веков раньше. К X веку в Киевских землях уже существовали топонимы Лыбедь, Трубеж и Дунай, которые западнославянские колонизаторы принесли с собой, основав на Оке Переяславль. Оригинальное название Лыбеди, в отличие от Оки, не сохранилось или, возможно, его вовсе не существовало.
Существует 4 основные версии происхождения названия Лыбеди
Легендарная версия
Восходит от мифологической Лыбеди — сестры трёх братьев: Кия, Щёка и Хорива, каждый из которых срубил для себя по крепости, где стал жить со своим родом. В результате объединения эти крепостей был основан город Киев. Их сестра Лыбедь жила отдельно от братьев на Девичьей горе. По легенде её слёзы превратились в реку, которая стала нести свои воды в Днепр. Согласной другой версии легенды, Лыбедь была дочерью князя, высланная в одинокую избушку на горе.
От птицы Лебедя
Согласно А. Бабурину, Лыбедь — искажённое старославянское название птицы лебедя.
От глагола «lebetati»
По одной их самых распространённых версий название реки произошло от праславянского глагола «lebetati» — - «качаться, раскачиваться, колыхаться» или «дрожать, подрагивать, трястись». Подобный глагол до сих пор существует в сербско-хорватских наречиях. Таким образом, река получила название по зыбкой, слегка волнистой, как бы дрожащей или колыхающейся поверхности. Переход «е» и «ы» был вполне возможен в древнерусском языке. Формант «-дъ» довольно часто встречается в названиях небольших рек Центральной России, например, в бассейне Оки: Вытебедь, Неполодь, Кердь, Ибердь и др.
От глагола «Лыбить»
В толковом слловаре Даля существует глагол «лыбить» в значении «улыбаться», «усмехаться»

## Гидрография
Лыбедь — один из правых притоков Трубежа, который в свою очередь впадает в Оку. Ока в свою очередь через Волгу несёт свои воды в Каспийское море, поэтому Лыбедь является частью Окского бассейна и Каспийского стока.
Бассейн самой Лыбеди расположен на территории Советского и Железнодорожного районов Рязани. Он соседствует с бассейнами рек Дуная, Парфёновки и Павловки, также впадающих в Трубеж, а также Листани — впадающей в Оку. Длина главного и наиболее протяжённого русла Лыбеди: 8,3 км, средняя ширина: около 3 метров (не считая запруд), средняя глубина: 1-1.5 метра.
Русло реки протекает с юга на северо-восток, в районе Кремля поворачивает на север, где достигает Трубежа. Рюминский пруд разбивает реку на два крупных притока: западный и восточный. Западный рукав носит название Поскакуша (или Скокуха) — под таким именем он изображён на картах XVII века.) Поскакуша берёт начало в бывшем селе Голенчине и лесу за ним. Восточный рукав огибает район Шлаковый и вытекает с территории бывшего села Никуличи. Русла здесь протекают в глубоких естественных оврагах, которые были выточены талыми водами за тысячелетия.
Всего река имеет 17 рукавов, которые питают 17 истоков. Наиболее дальний исток находится на территории завода Точного литья в Южном промышленном узле — ранее эту территорию занимал завод «Центролит». При строительстве завода подземный ключ был убран в трубу, из которой сегодня и вытекает исток. 9 истоков расположено в районе Никуличей, 4 в районе Голенчина, 2 в Центральном парке культуры и отдыха. Ещё 1 исток находился на территории Нижнего городского парка, после очередной реконструкции в 2024 году его судьба неизвестна. Вероятно, Лыбедь имела и другие истоки в многочисленных оврагах на территории старого города. Например, в овраге, по дну которого прошла ветка Рязанско-Уральской железной дороги. Сегодня их судьбу трудно выяснить. Скорее всего часть их вод была отведена в подземные коллекторы, как русло соседней реки, текущей под улицей Есенина.
Устье Лыбеди находится под северными сводами кремлёвского холма, чуть ниже одноимённой пристани. Близ устья находится одно из возможных мест расположения летописного озера Каресево, рядом с которым согласно Следованной псалтыри был «заложен град Переяславль-Рязанский».
Часть русел протекает в подземных коллекторах. Такие участки есть в трёх местах: под ГСК «Ион-1» неподалёку от Шлакового района, под Спортивной улицей неподалёку от стадиона «ЦСК» и наиболее протяжённый участок — под Лыбедским бульваром, после которого река снова выходит на поверхность у заповедной зоны Рязанского Кремля.

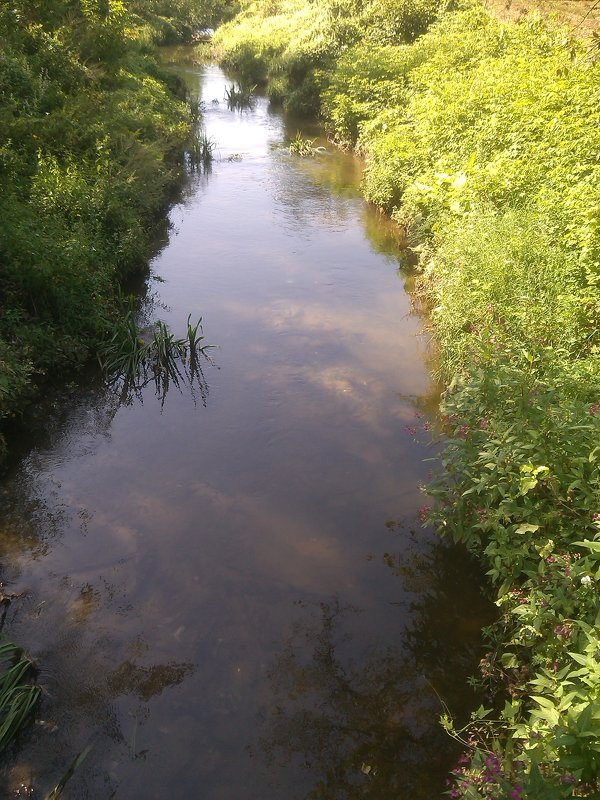
Речка Лыбедь

## История
По данным Памятной книжки Рязанской губернии 1868 года, речка Лыбедь пересекает Рязань в самой середине и делит его таким образом в административном отношении на две половины, которые называются Астраханская и Московская часть. Речка Лыбедь принимает стоки улиц г. Рязани. На берегу реки Лыбедь работали частные купальни, плоты для полоскания белья, городские торговые бани.
На высоком мысе берега речки Лыбедь стояли сторожевые башни Рязанского кремля, которые назывались Духовская, Ипатская, Всесвятская и Введенская башня. На берегу реки Трубеж и Лыбедь располагалась дворцовая рыбная Выползова и Рыбацкая слобода.
Напротив холма Рязанского кремля, на берегу речки Лыбедь, на Старобазарной площади Старого базара в разные периоды торговали хлебом, мясом, щепным и мелким товаром. В 1961 году ул. Старый базар и площадь, на которой находилась базарная толкучка и барахолка были переименованы в 26 Бакинских комиссаров. Образовавшийся проезд от моста через Лыбедь по улице Старый базар до пристани Рязань назван проездом Речников.
По велению царя Ивана Грозного для городской крепости на речке Лыбеди был выкопан Верхний пруд, называвшийся Государевым. Заботясь о материальных интересах своей кафедры Рязанский и Муромский владыка Касьян в 1552 году обратился к царю с просьбой, в которой указывал, что у него нет мельницы вблизи кафедрального города.
По жалованной грамоте царя Ивана Васильевича в 1553 году Рязанский и Муромский владыка Касьян получил Государев Верхний пруд на речке Лыбедь под строительство водяной мельницы.
На берегу Государева Верхнего пруда стояла Екатеринская церковь, перенесенная из острога г. Переcлавля-Рязанского.
В Своде памятников архитектуры и монументального искусства России Рязанской области рассказывается, что в XVII и в начале XVIII века на берегу реки Лыбедь на Лыбедной горе ул. Николо-Дворянская и Право-Лыбедская находилась старая Ямская слобода. В начале XIX века напротив горы Екатеринской церкви, на берегу реки Лыбедь была построена мельничная плотина, которая образовала Екатеринский пруд. На берегу работала водяная мельница.
В 1820 году на берегу Лыбеди на участке между большим Астраханским мостом и Николодворянской церковью был устроен третий пруд для проведения в действие расположенной здесь городской мельницы.
На берегу речки Лыбедь, рядом от старой Ямской слободы, на Скоморошьей горе находилась слобода купцов и разночинцев-людей разного чина и званий. В местности слободы на Скоморошьей горе входила часть ул. Свободы в районе усадьбы РГУ имени Есенина и на углу ул. Свободы, Щедрина, Скоморошинская и Подгорная
До 30 годов XIX века в местности Нижнего городского сада на ул. Свободы находилась усадьба Гаврилы Васильевича Рюмина (1752—1827). В усадебном парке Гаврилы Рюмина располагался Ямской лоск, по которому протекал Безымянный ручей впадающий в речку Лыбедь в районе ул. Николодворянская.
В местности посёлка Никуличи, напротив ул. Пронская и Хлебная проходит русло реки Лыбедь, на котором расположен пруд Свинарник, Хуторской и Барский. В документах Рязанской санитарно-бактериологической станции 1931 г. публикуется, что речка Лыбедь берет своё начало у с. Никуличи в 5 километрах от г. Рязани. В город она втекает с юго-запада, со стороны городской рощи, где путём плотины по её течению устроен пруд. Далее она рассекает город на 2 почти равные половины, северную и южную, и её русло служит естественным сборным бассейном для поверхностных сточных вод почти со всего города. Дойдя до восточной окраины Рязани, она резко поворачивает на север и на расстоянии километра от города впадает в р. Трубеж, приток р. Оки. Являясь естественным коллектором для поверхностных вод, русло Лыбеди, ввиду отсутствия в городе канализации, используется также и для спуска в неё сточных вод из фильтров, отстойников и проч. установок различных учреждений и предприятий, расположенных по её берегам. Источником загрязнения ещё являлись сточные воды Голенчинской психиатрической колонии и сточные воды села Голенчино, втекающие в Рюминский пруд через ручей Скакуха.
В Строительно-технической программе г. Рязани 1918 года планировалось заключить реку Лыбедь в бетонную или кирпичную трубу. Долину Лыбеди предполагалось засыпать, спланировав и замостив примыкающие к ней проезды. Над трубой Лыбедки во всю длину разбить бульвар, с обеих сторон которого проложить мощенные проезды через вес город и продолжить их в Рюмину рощу. При таком устройстве долина Лыбеди удовлетворяла бы требованиям гигиены и послужила бы не только удобнейшим центральным проездом, но и украшением всего города.
По данным плана генерального межевания Рязанского уезда 1797 года в местности села Голенчино расположен ручей Поскакуша впадающий в Рюминский пруд в русле реки Лыбедь. В Писцовой книге Рязанского края. XVI век описывается, что на берегу реки Скокушки левого притока реки Лыбедь, располагалось поместье сельца Подроща (Меленок, Роща тож) и село Голенчино. В 18 веке на берегу речки Скакуха работала одна хлебная водяная мельница. В последующие годы в русле речки Поскакуши были построены плотины и образована часть Рюмина пруда и Голенчинские пруды.
По планам генерального межевания Рязанской губернии XVIII—XX века, на берегу ручья Поскакуша находилась земля Комаринской пустоши, примыкающая к Рюминой роще на территории ЦПКиО. В разные периоды Комаринская пустошь принадлежала казённому ведомству коллегии экономии, Александру Борисовичу Куракину (1752—1818) и Алексею Борисовичу Куракину (1759—1829), помещику сельца Подроща, статскому советнику Ивану Ивановичу Вердеревскому и наследникам Вердеревского, купцу Гавриле Васильевичу Рюмину и Рязанскому городскому общественному управлению.
По данным Рязанского губернского земского собрания 1912—1913 годах проводились работы по осушению берегов, очищению и углублению речки Поскакуши и Лыбеди. Осушения низких берегов речки Лыбедь и Поскакуши планировалось для устройства пастбища для скота Голенчинской психиатрической колонии.
В приправочных и писцовых книгах Окологородного стана Рязанской губернии XVI—XVII веке речка Поскакуша ещё описывается как речка Скакуха при селе Голенчино. По плану генерального межевания Рязанского уезда 1797 года село Голенчино располагалось на правой стороне речки Поскакушки. В этот период выселок села Голенчино на левом берегу речки Поскакушки ещё не существовало. В XIX веке в русле ручья Скакуха уже были построены плотины и устроены усадебные пруды села Голенчино.
До октябрьской революции на правом берегу речки Скакуха располагалась земская усадьба Голенчинской психиатрической колонии. На левом берегу речки Скакуха находилась вторая часть села Голенчино, которая называлась Хутора. На Хуторах были выселки села Голенчино, на которых проживали крестьяне первой и второй части села Голенчино, бывшие крепостные крестьяне помещиков Левашовых и Масловых.
На берегу ручья Скакуха села Голенчино находились дачи помещиков Варвариных, Жуковой и Дунаева. В 20-х годах прошлого века в дачах Варвариных, Жуковой и Дунаева размещалась Голенчинская детская трудовая колония имени Рабочей республики.
В советское время на берегу ручья Скакуха располагались сады лечхоза психиатрической больницы имени Баженова. На месте вишнёвого сада на берегу ручья Скакуха расположена набережная Вишнёвого пруда и новая улица Старая дубрава. По официальным данным в 1971 году Вишнёвый пруд (Пруд XVIII в.) был включен в памятник градостроительства и архитектуры регионального значения XVIII века, комплекса ансамбля «Больница для душевнобольных Рязанского Губернского Земства при селе Голенчино». В местности большого яблоневого сада между ул. Баженова, Голенчинским шоссе и Славянским проспектом построены жилые коттеджи в районе ул. Старый сад и Старосадских проездов.
На сегодняшний день в русле ручья Скакуха (ручей Красный) расположены Голенчинский пруд № 1 и Хуторской пруд (Барский пруд — на земле бывшей дачи помещиков Варвариных).

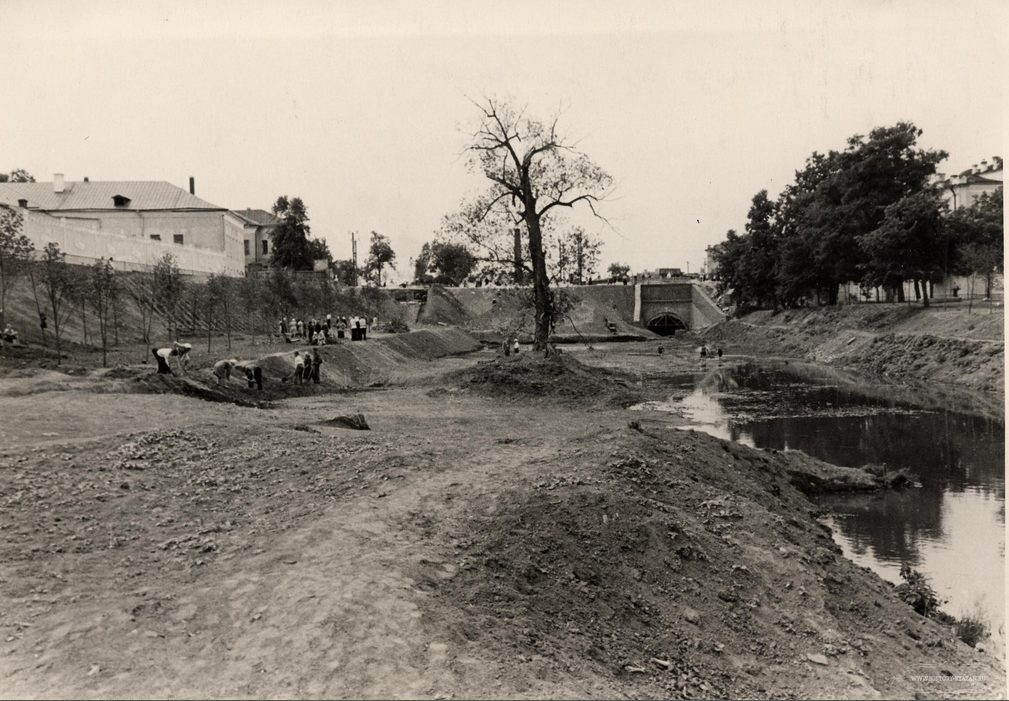
Речка Лыбедь
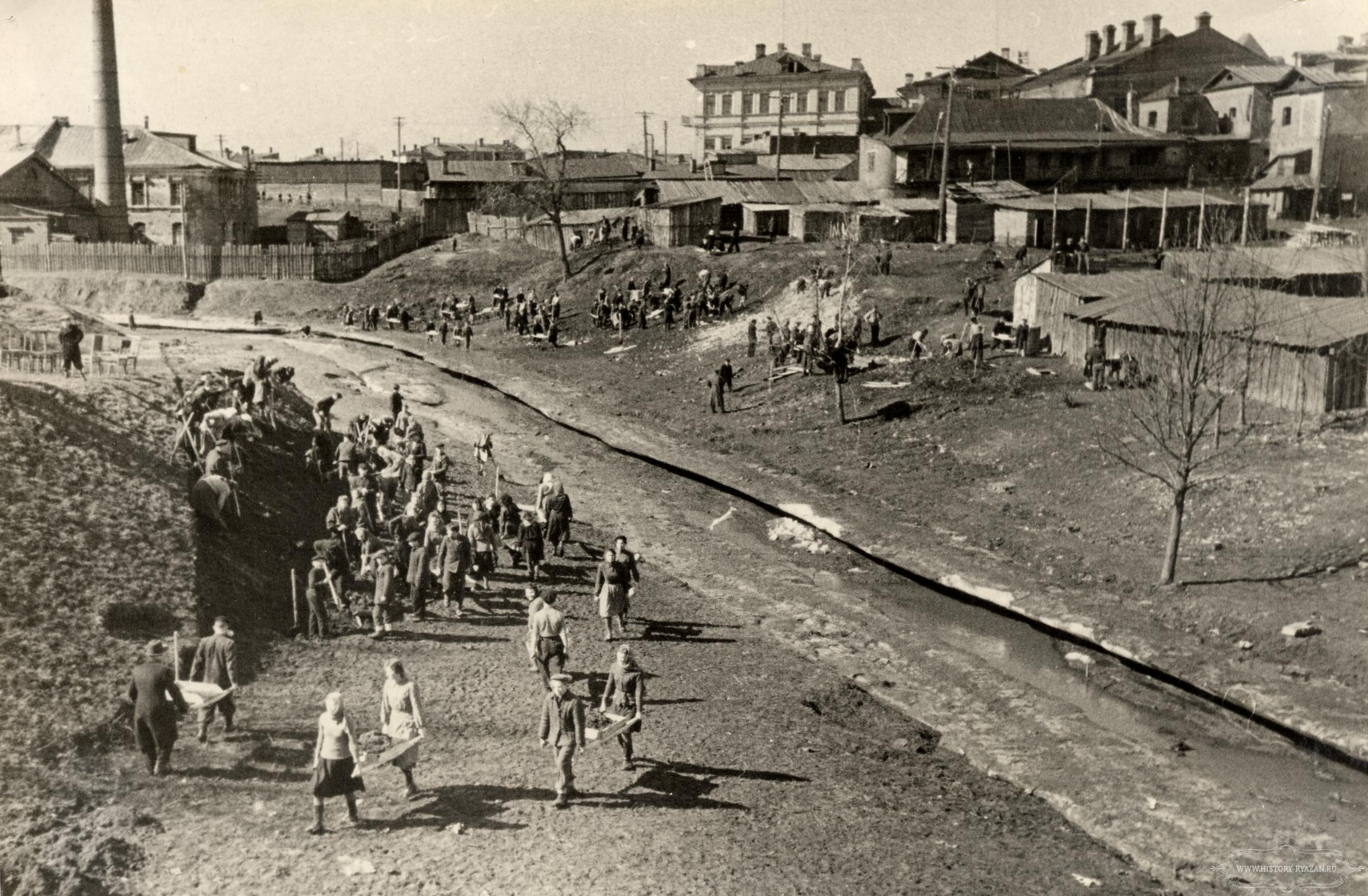
На берегу речки Лыбедь
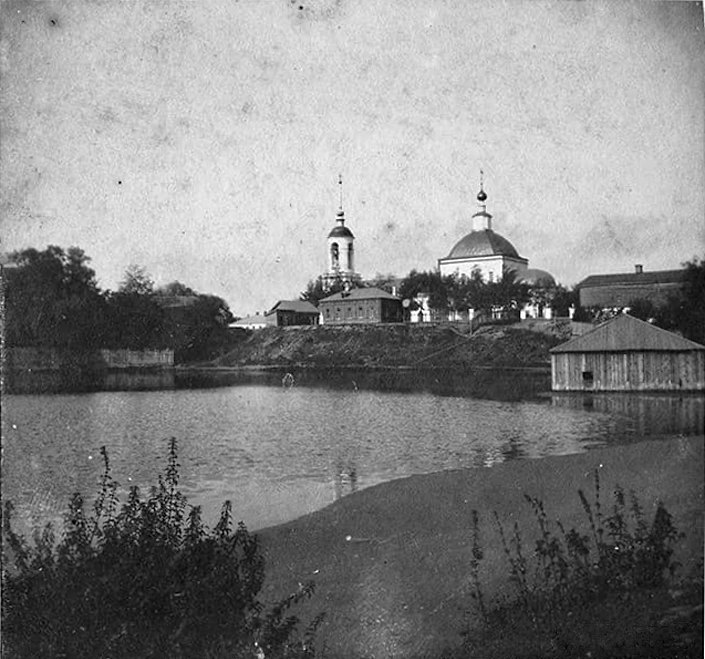
Вид с плотины Екатерининского пруда
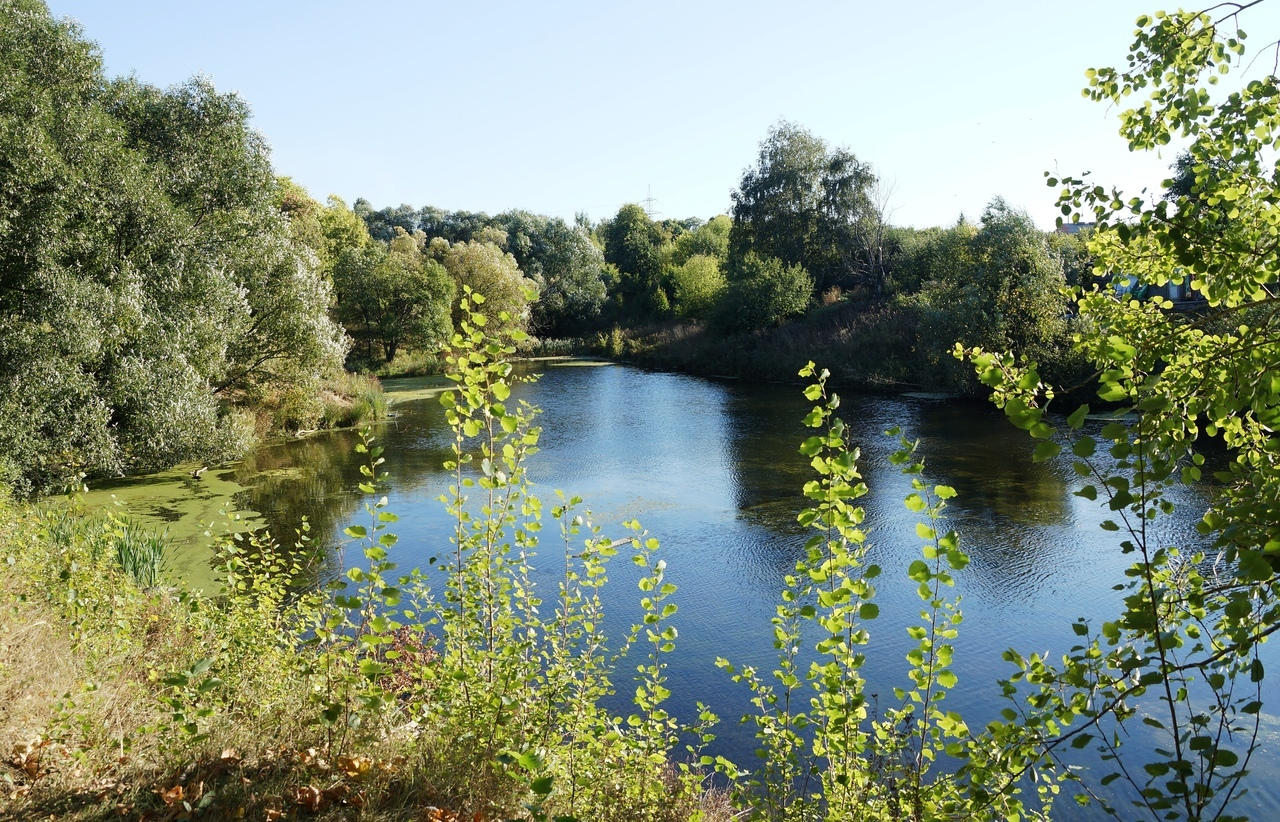
Голенчинский пруд №5
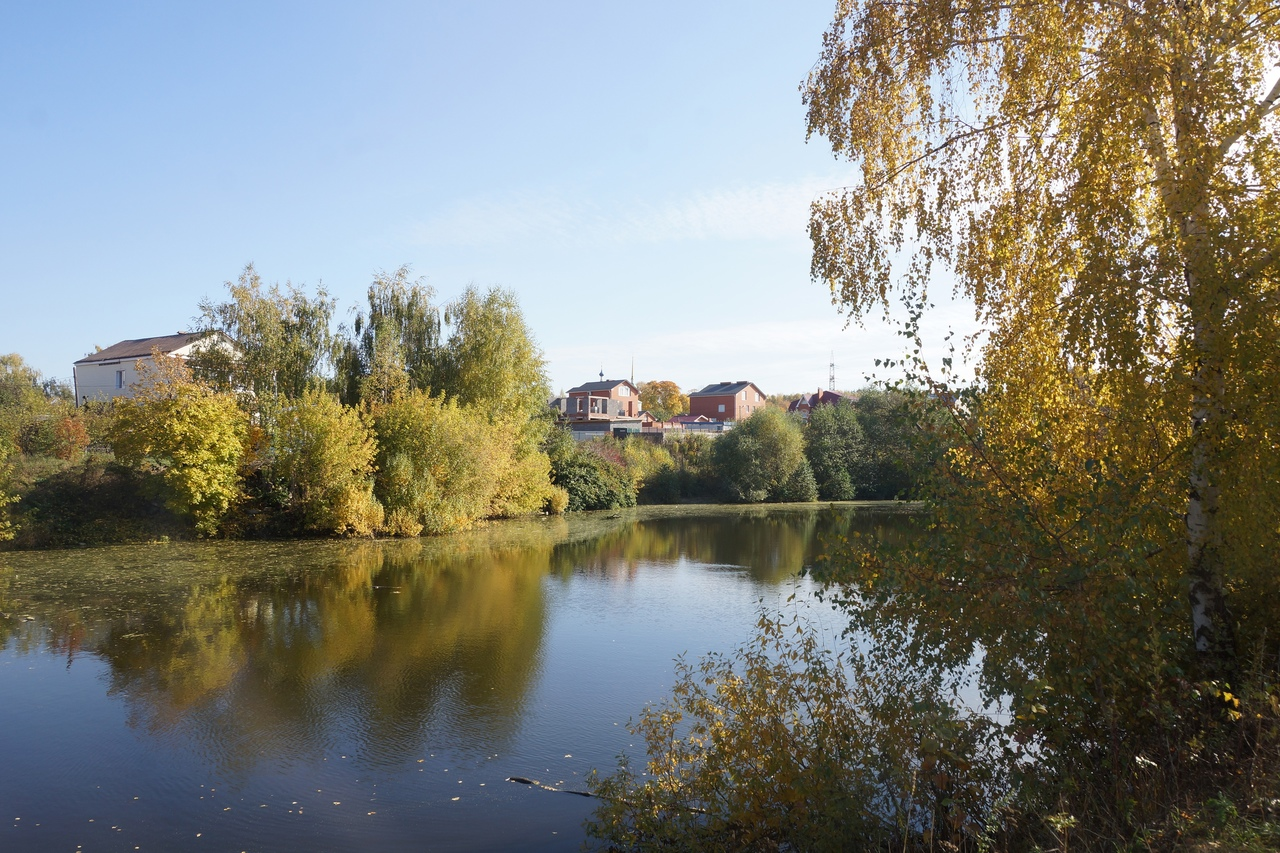
Барский (Хуторской) пруд ручья Скакуха.
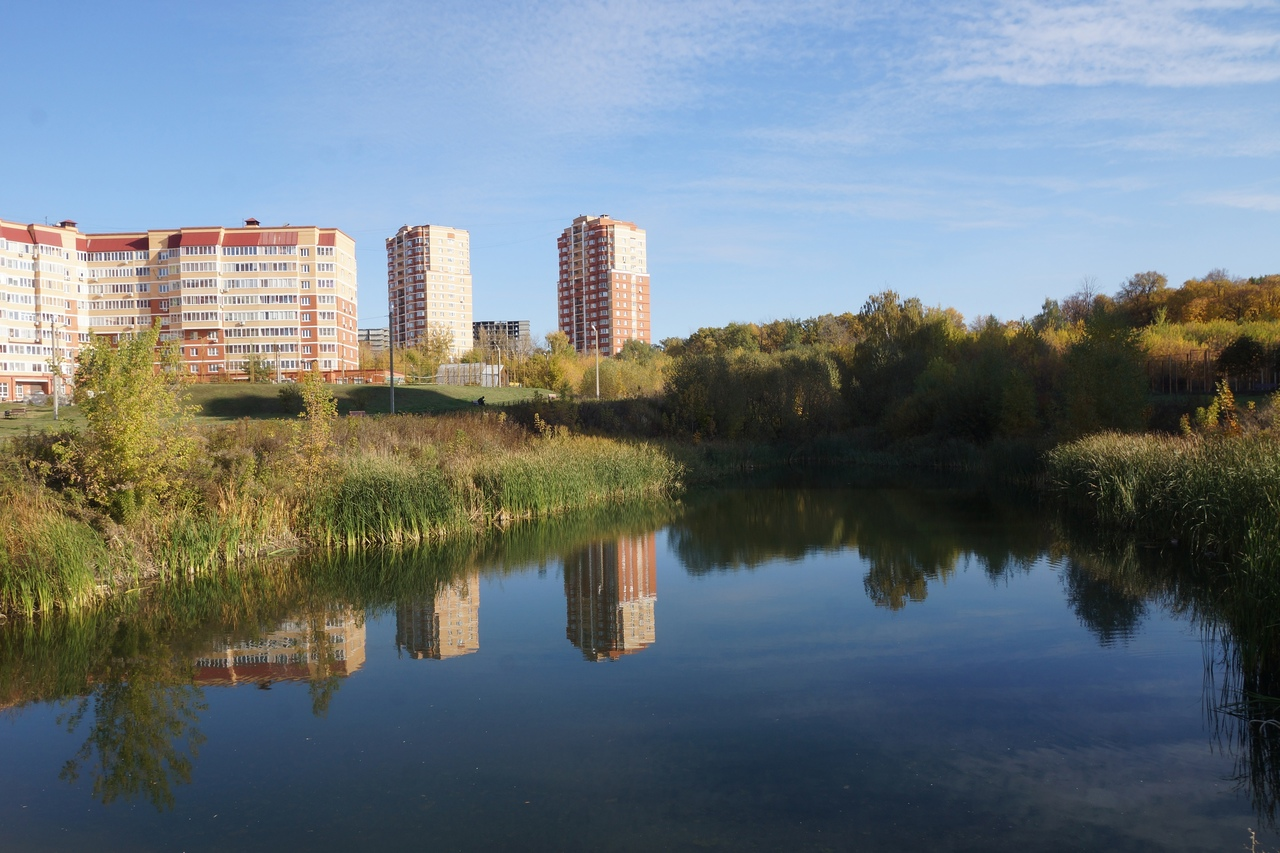
Вишневый пруд. ул. Старая дубрава.
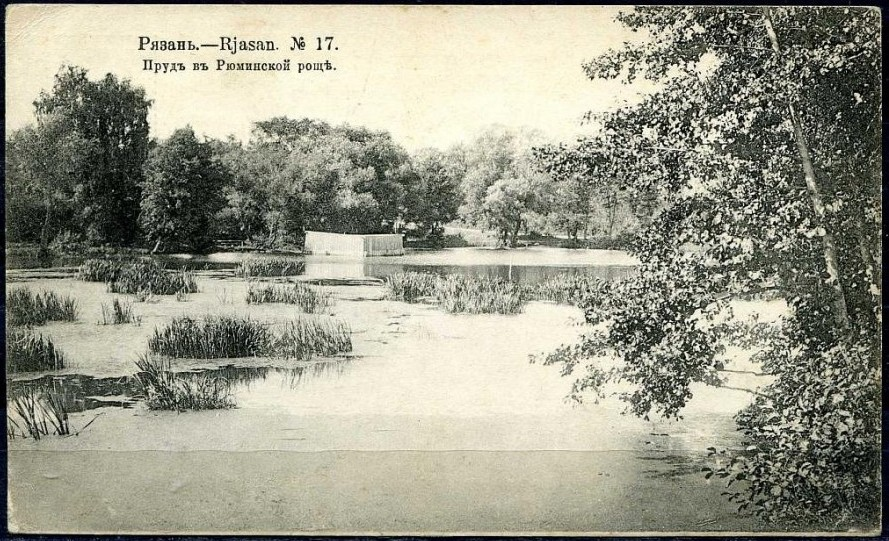
Рюмина роща
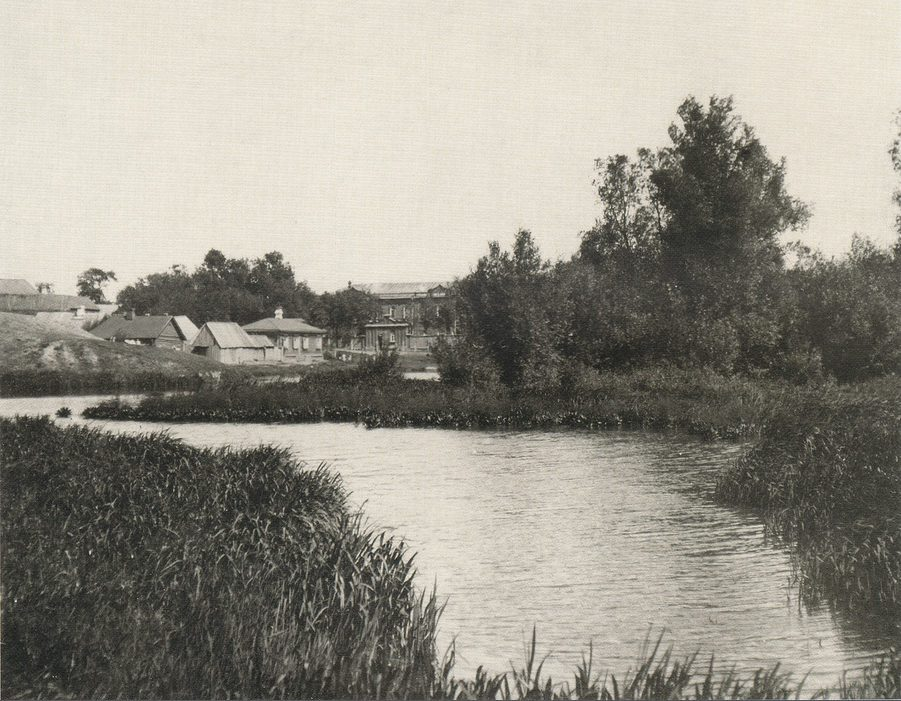
Вид на реку Лыбедь и ремесленное училище им. С.А. Живаго
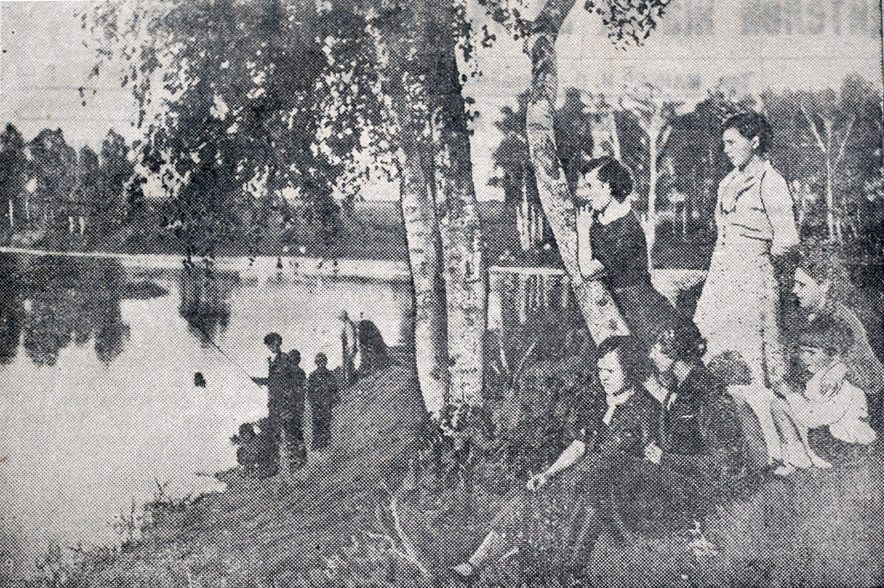
На берегу Рюмина пруда (1937)
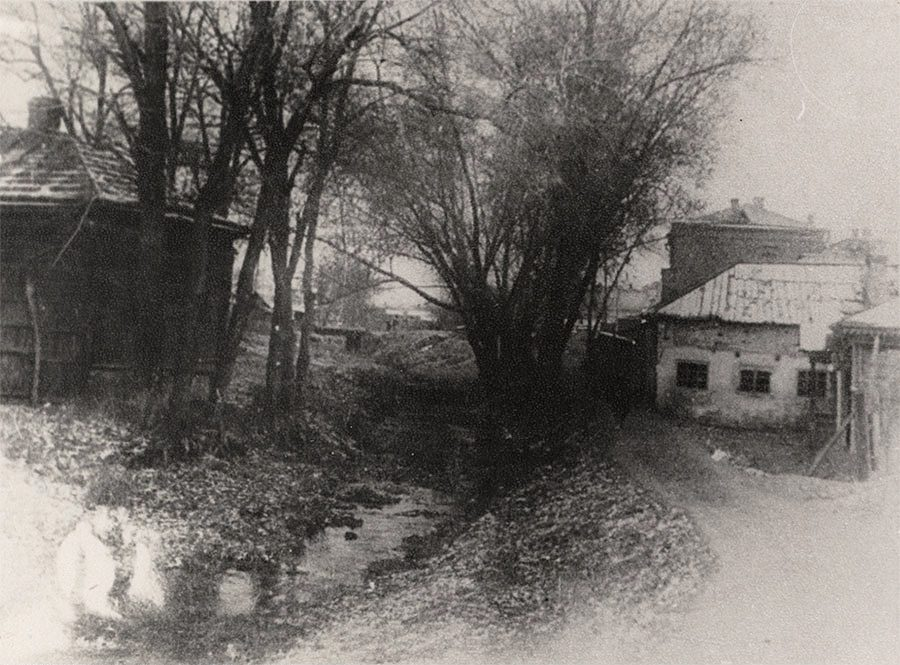
Речка Лыбедка
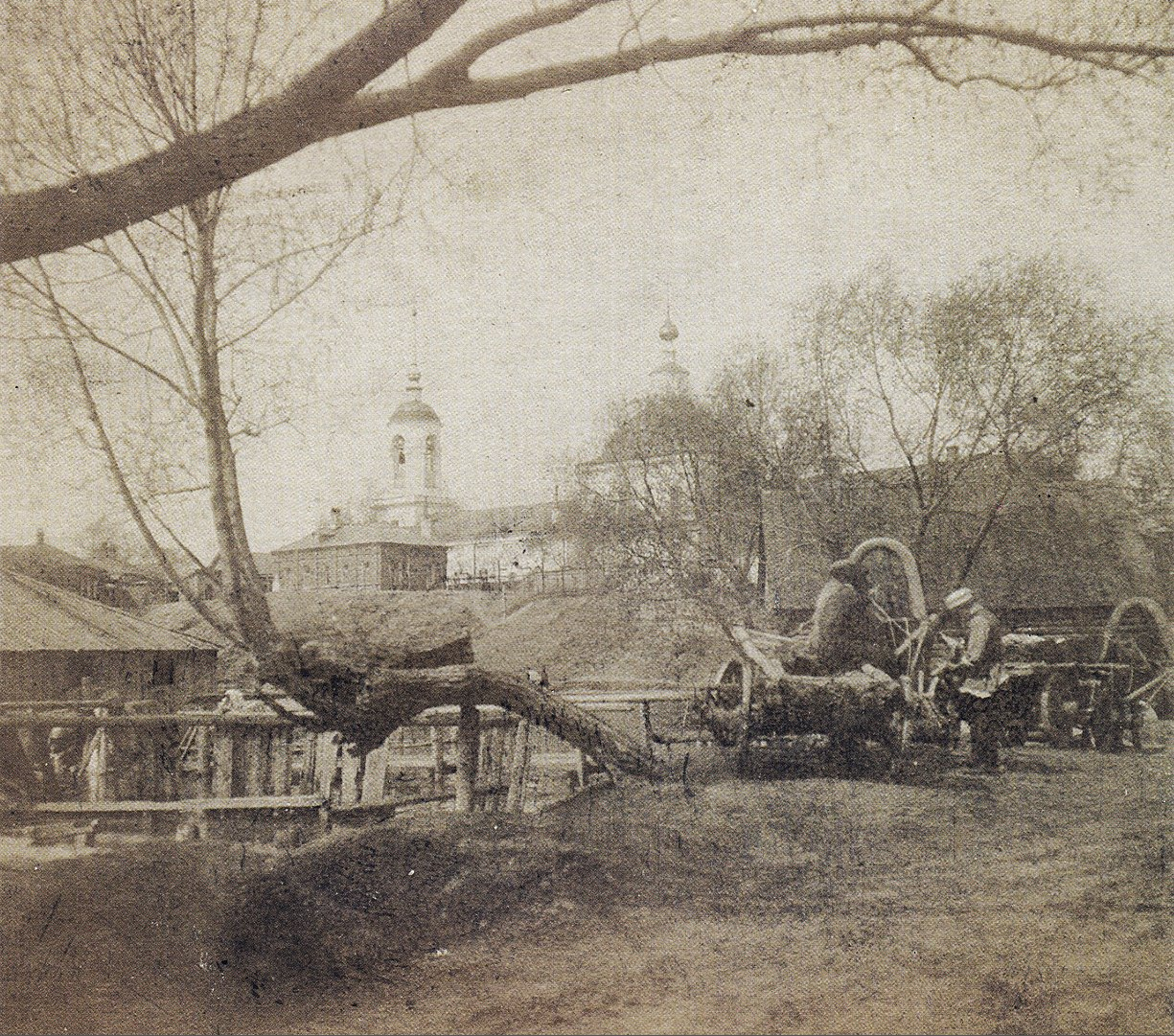
Екатерининская плотина на берегу речки Лыбедь
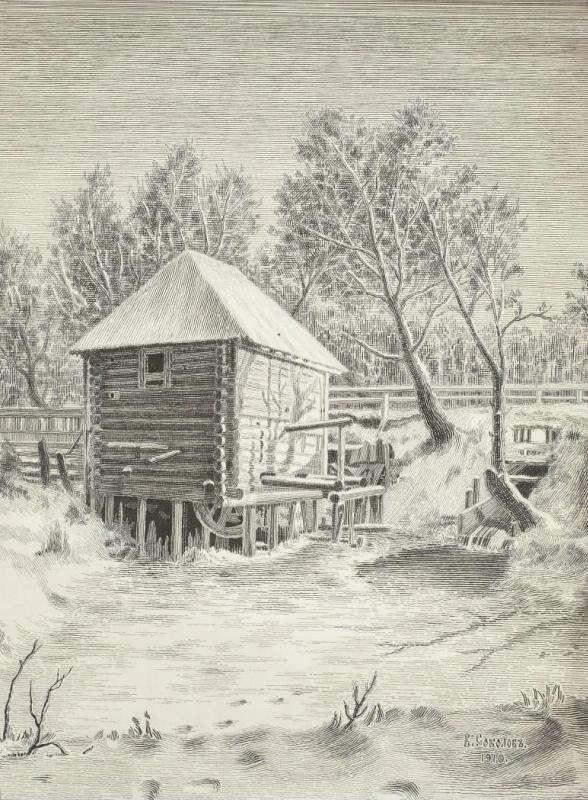
Мельница у Рюминой рощи в Рязани 1910 года

## Топонимы города Рязани
По данным планов г. Рязани и справочников Рязанской губернии в г. Рязани находилась ул. Право-Лыбедская, Нижняя Право-Лыбедская , Лево-Лыбедская, Лыбедская и Нижне-Лыбедская.
В острожной стене г. Переяславль-Рязанского на большой Московской дороге, вблизи вала и рва Рязанского кремля были сделаны ворота, которые назывались Лыбедные ворота и Лыбедные малые ворота.
В Полном собрании Законов Российской империи т. XXVIII публикуется, что в 1908 году вышел царский указ об отчуждении земель для надобности железных дорог. Для железнодорожных сооружений и приспособлений, согласно представленным Министерством путей сообщения планам были включены отчуждаемые земли по Московской-Казанской железной дороги для развития разъезда «Лыбедь» на 189 верст в Рязанском уезде.
На другой стороне Московской-Казанской железной дороги разъезда Лыбедь располагалось Скорбященское кладбище.
В дореволюционных справочниках Департамента железнодорожных дел при Министерстве финансов, в общем списке станций всех российских железных дорог указывалась станция разъезда Лыбедь Московско-Казанской железной дороги.
По данным газеты Известия Рязанского комитета от 24 августа 1921 г., около Ямской слободы на Московско-Казанской железной дороге находилась станция Лыбедь. В этот период станция разъезда Лыбедь была ликвидирована.
В советский период 1919-28 г. ул. Нижняя Ильинка (Нижне Ильинская) и Верхняя Ильинка (Кремлёвский вал) назывались Лыбедский проезд или Первая  Лыбедская (Верхняя Ильинка) и Вторая Лыбедская улица (Нижняя Ильинка).
По данным газеты Рабочий клич, май 1923 г., в местности берега речки Лыбедь, вблизи ул. Новослободская находилась ул. Малая Лыбедская. В доме интернате Гупрофобра на ул. Малая Лыбедская д. 6 проживали сироты, которые были членами комсомольской организации и обучались в профтехнических школах г. Рязани. В 1923 г. интернат Губпрофобра располагался в здании бывшего Ларионовского ремесленного училища на Новослободская д.11.
В г. Рязани по имени речки Лыбедь названы ул. Право-Лыбедская, Лево-Лыбедская и Лыбедский бульвар. Речка Лыбедь также носит народное название Лыбедка и Лебёдка.

## Топографические карты

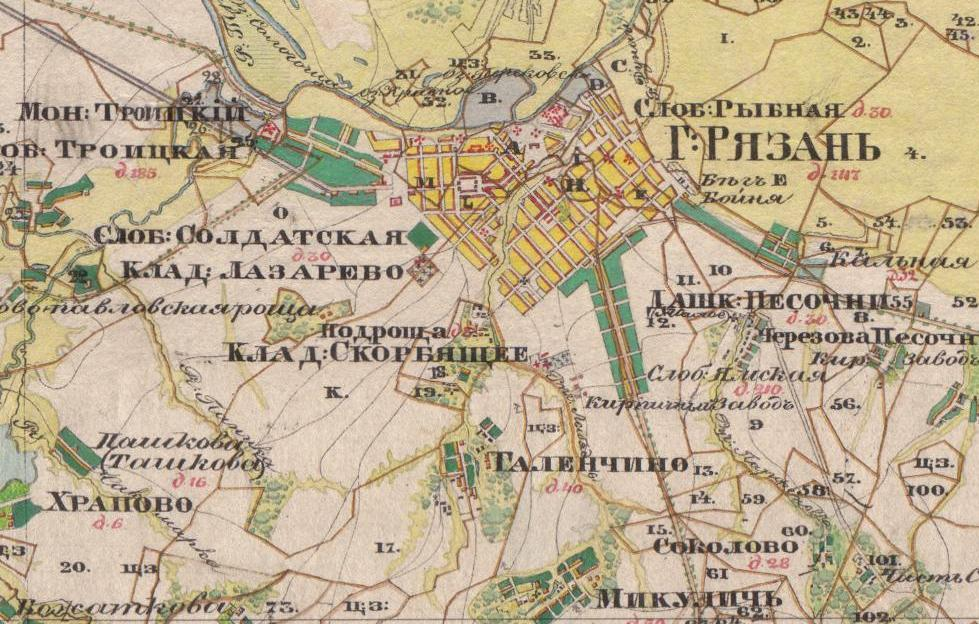
Карта Рязанской губернии, А. И. Менде, 1850 год
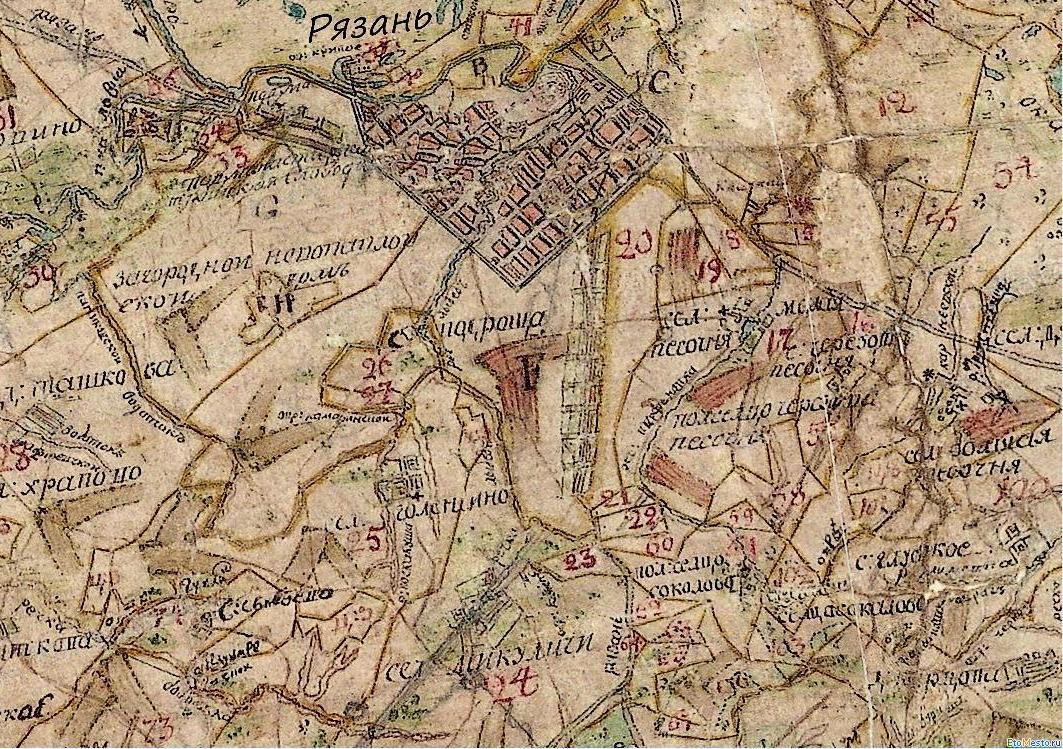
ПГМ Рязанского уезда 1797 года
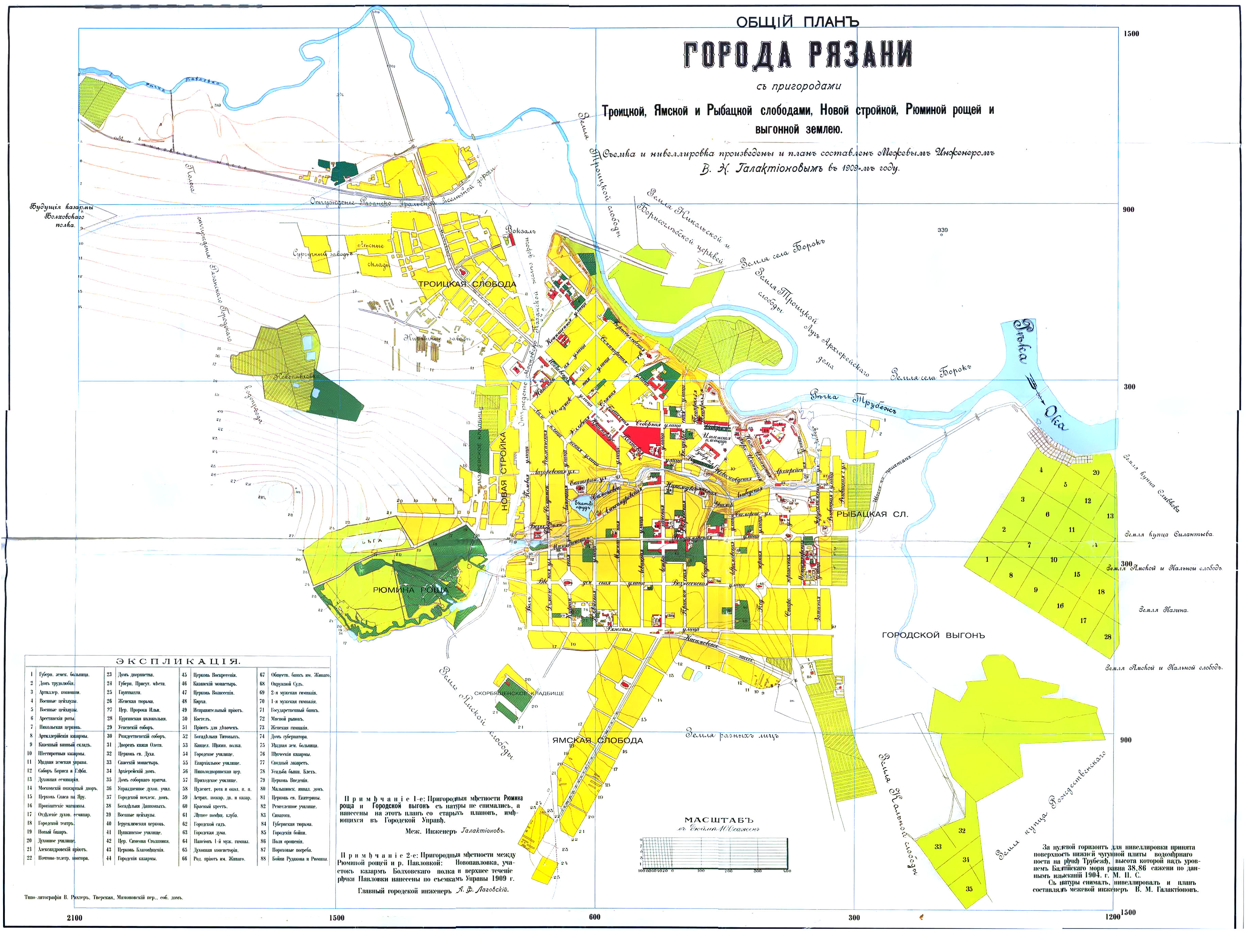
План Рязани 1909 года
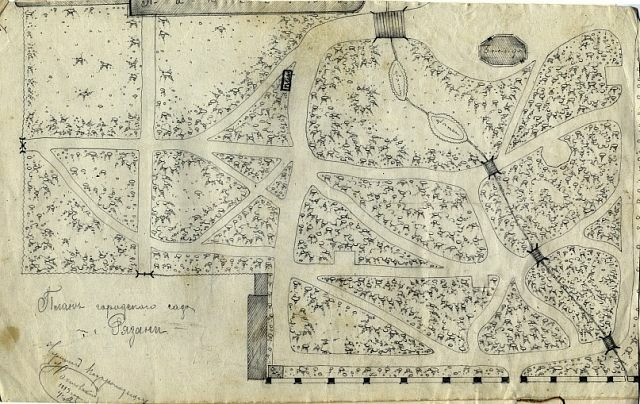
План городского сада (Нижний городской сад)
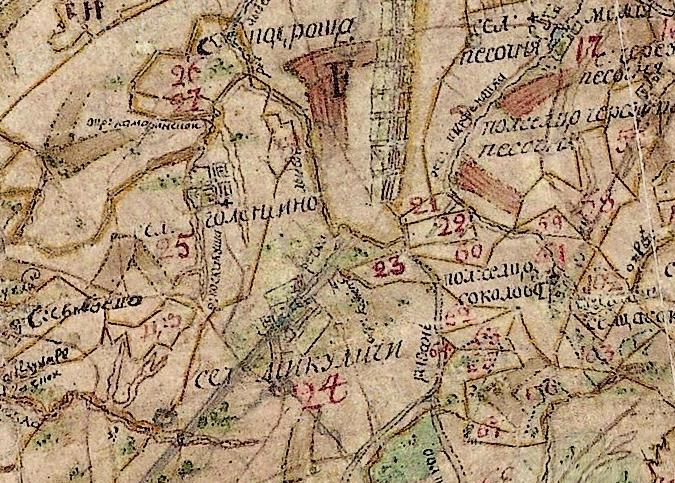
Речка Поскакуша на карте 1797 года
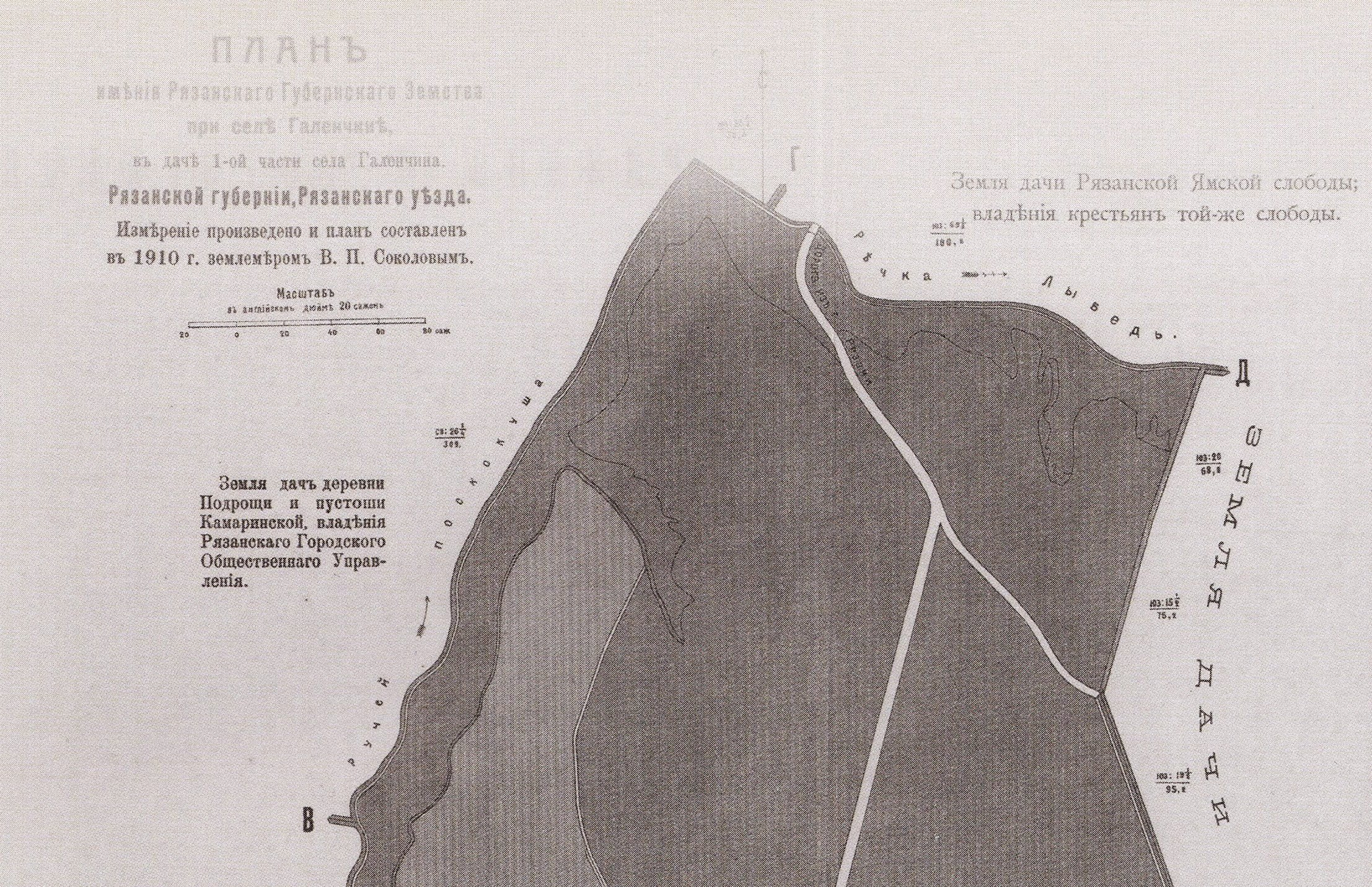
Ручей Поскокуша (Скакуха)
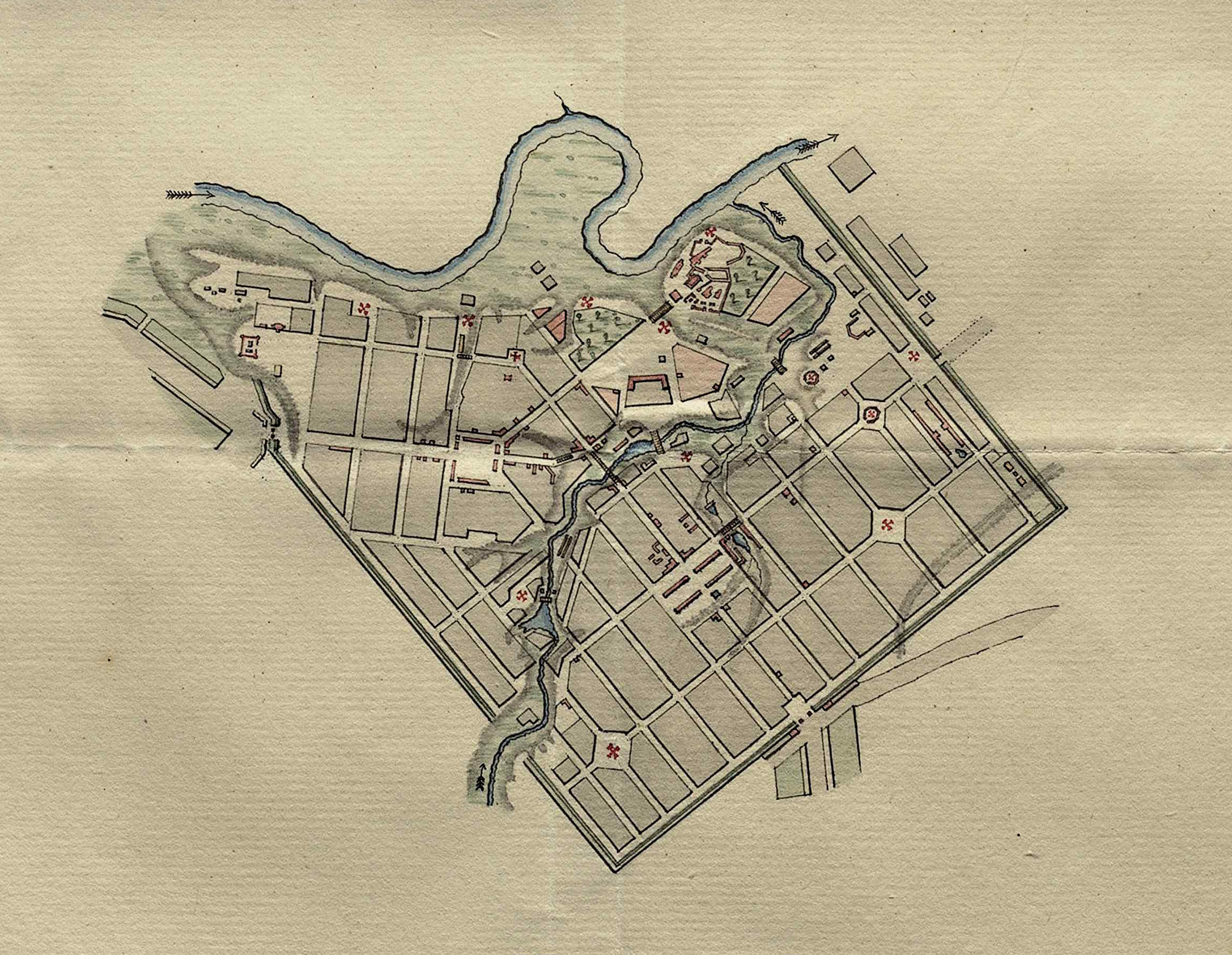
План города Рязани 1821 года
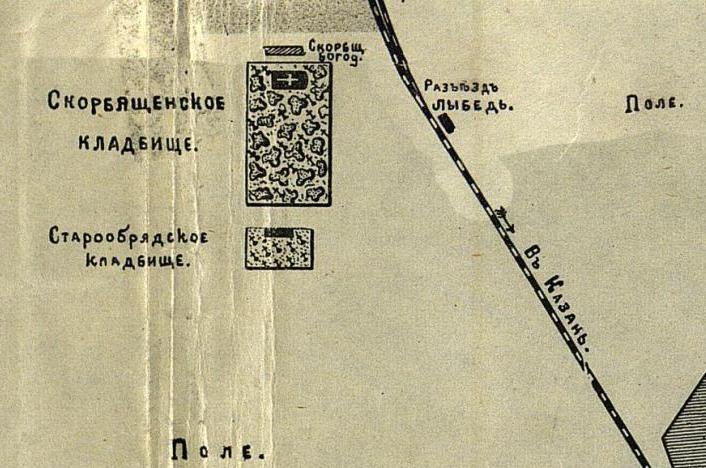
Разъезд Лыбедь
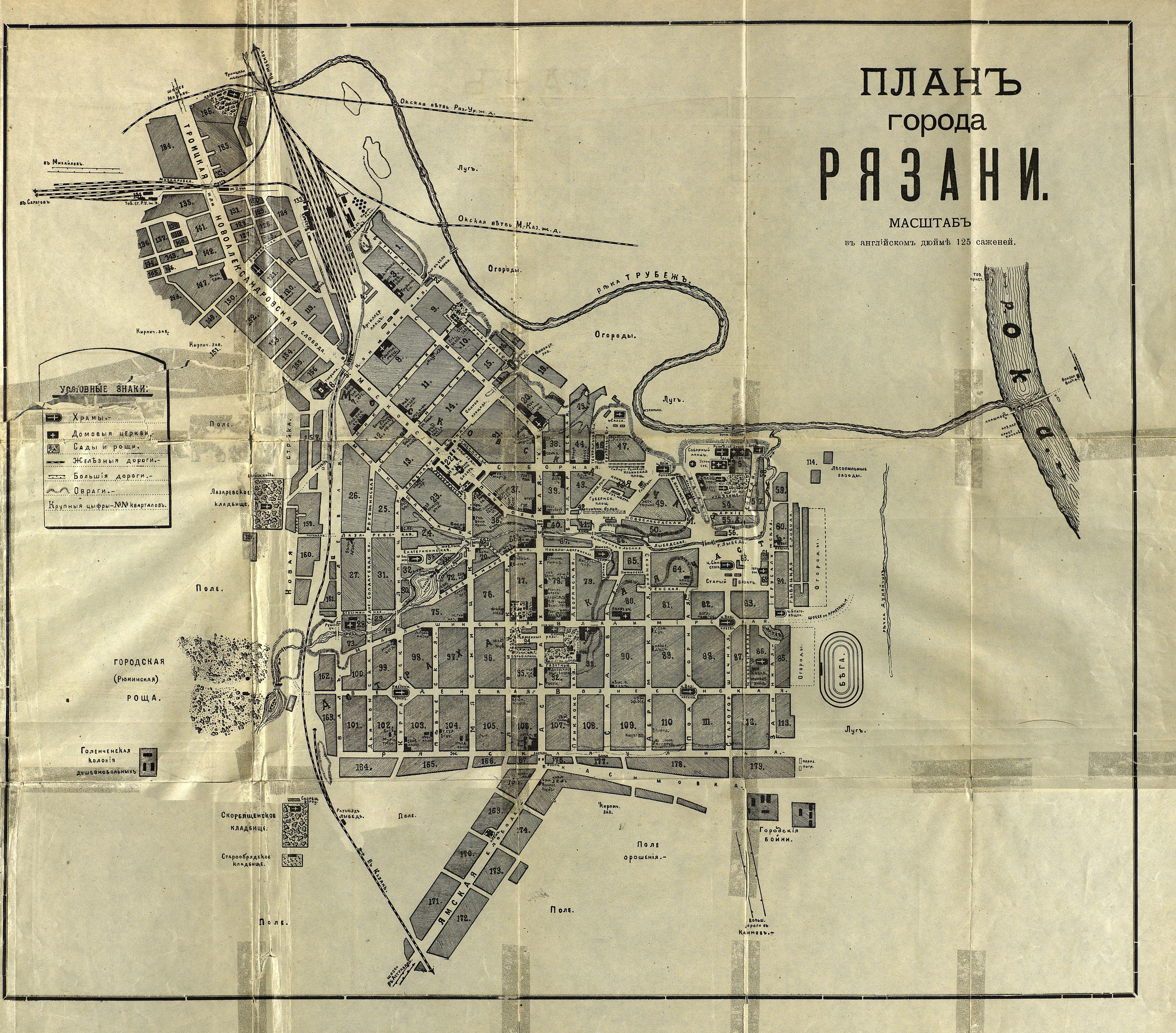
План города Рязани 1909 года
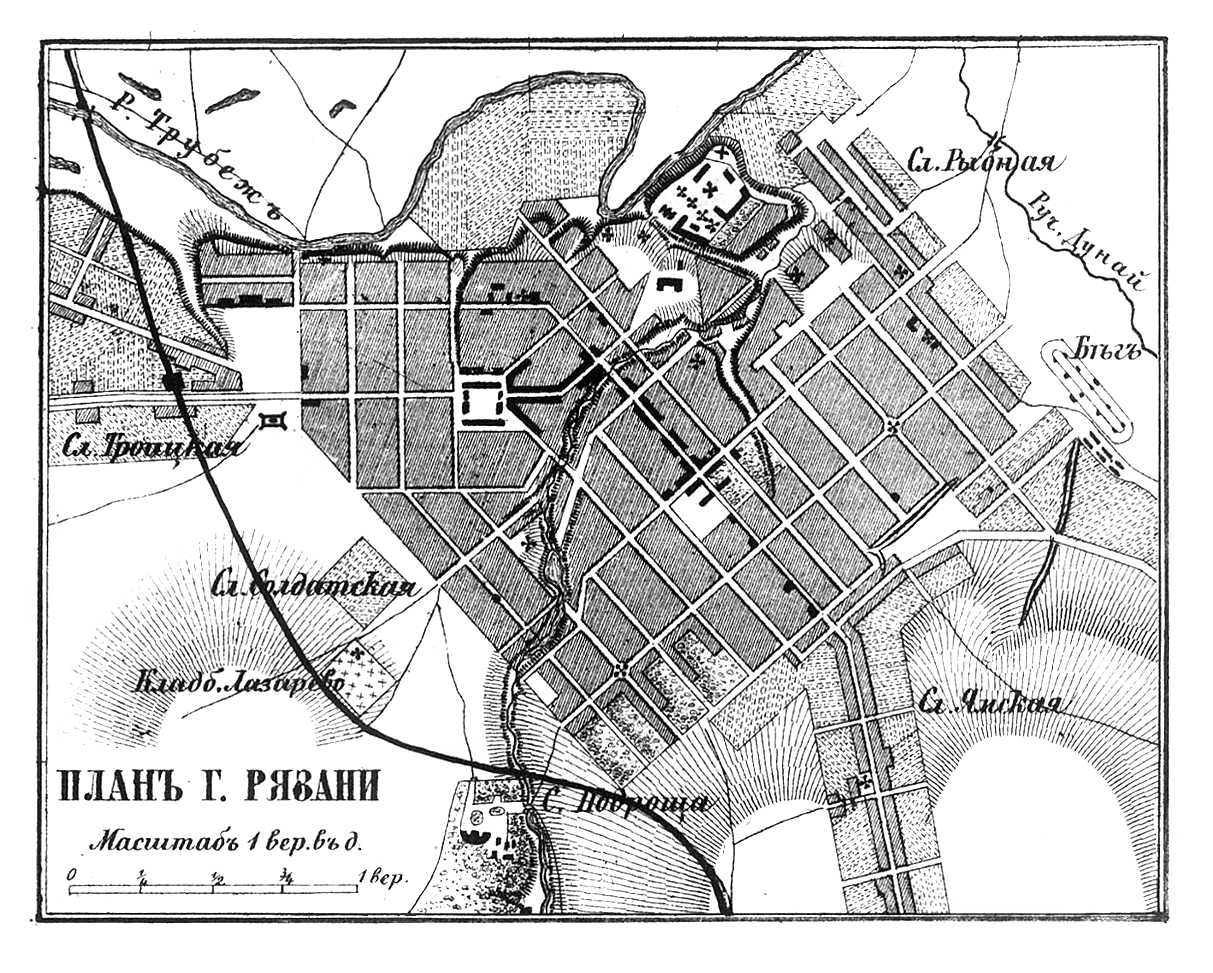
План Рязани 1871 года
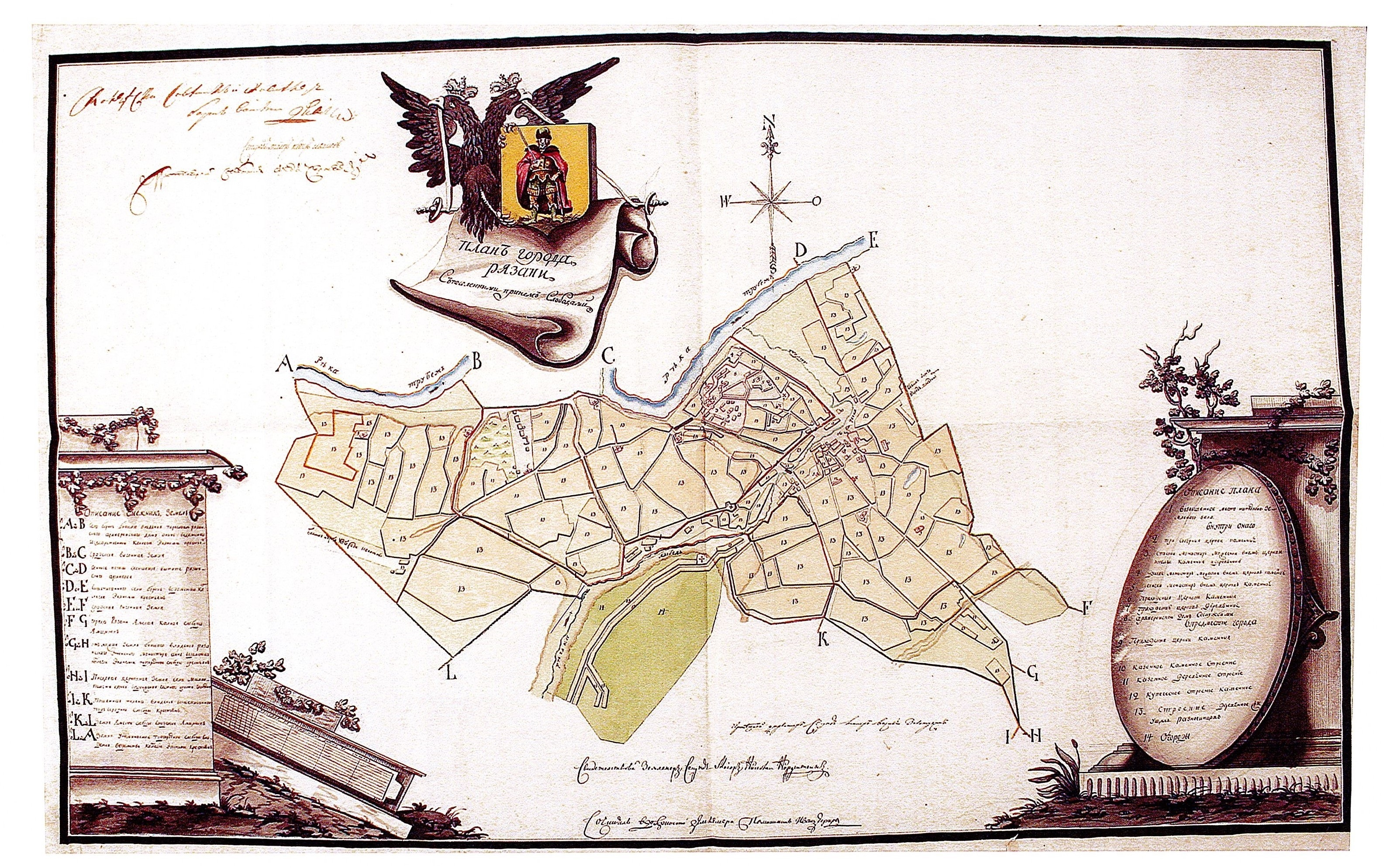
Дорегулярный план города Рязани 1772 года